# Hallelujah (12012の曲)
Hallelujahは、日本のバンド12012の7thシングル。2009年2月18日にリリース。

## 作品情報
- 連続リリースの第2弾。
- 宮脇いわく「たくさんの想いをこめているシングルだと思うし、「As」に続くふさわしい作品」とのこと[1]。
- キャッチコピーは「12012が壮大なスケールで描くDEADな未来」
- この作品の歌詞はすべて宮脇渉が手掛けている。

## 収録曲

### 初回盤A
1. Hallelujah（作詞：宮脇渉 作曲：塩谷朋之）
2. BURNING（作詞：宮脇渉 作曲：須賀勇介）

### 初回盤B
1. Hallelujah（作詞：宮脇渉 作曲：塩谷朋之）
2. BURNING（作詞：宮脇渉 作曲：須賀勇介）
3. SIREN（作詞：宮脇渉 作曲：酒井洋明）

### 通常盤
1. Hallelujah（作詞：宮脇渉 作曲：塩谷朋之）
2. BURNING（作詞：宮脇渉 作曲：須賀勇介）
3. Hallelujah(instrumental)

## 収録内容

### CD
Hallelujah
- 2009年3月11日にリリースの2ndアルバム『mar maroon』にむけて制作されたバラード[2]。
- 『As』同様にアルバム『mar maroon』へと続く物語をなす曲で、『mar maroon』にはシングルと別バージョンが収録された。
- "デッドな世界"の中にある未来のことを描いた曲で、その未来では「Cold Sleep」（未来へ行く技術）が実現しており、それによる歪みが生まれているという世界になっている[3]。
- 「どうにも出来ないけど、どうにかしたい。まさに前進も後退もしない」[3]、「無感情な世界で痛みを感じられることの喜び」[4]などといった感情を歌っている。
- メンバーいわく「もし地球が滅亡するなら、ライブで最後に演奏したい曲」[5]。
- レコーディングにはエグゼクティブ・プロデューサーも参加している[2]。
- ヴォーカルの宮脇はこの曲を歌ったとき、『over....』を歌ったときにかなり近かいものを感じたとのこと[3]。
- 各楽器パートは、歌の感情を際立たせるために無機質なサウンドにしたとのこと[4]。

BURNING
- ある対象をモチーフに情熱の在り方を描いた曲で、『逢いたいから....で「人間の恋愛」を、『flower』（「As」のカップリング曲）ではそれを「女性視点」で描いたのに対し、この曲ではそれを「男性視点」描いている[6]。
- 『flower』と同様に、『As』とリンクしたものになっている[3]。
- 初めてこの曲を聴いた時に、宮脇は「オシャレな打ち出し方をしてきな」と、塩谷は「がっちゃん（作曲者の須賀）、こんなポップな曲作るんや」と感じたとのこと[1]。

SIREN
- タイトルの意味は「警笛」[3]。
- 酒井いわく「普通な曲を作っていく中でのはみ出し者、って感じの曲」[6]。
- 作詞した宮脇が最初に抱いたイメージが「空戦」だったため、歌詞に緊迫感がでたのこと[6]。

Hallelujah(instrumental)
- 『Hallelujah』のインスト。

### DVD PV“Hallelujah”
- 初回盤Aに付録され、PV“Hallelujah”が収録されている。

## タイアップ一覧
Hallelujah
- 日本テレビ系『ニッポン縦断おかず発見!ルート88』エンディング（2009年3月）